# 川辺町ギャラリー山惠
川辺町ギャラリー山惠（かわべちょうギャラリーやまけい）は、岐阜県加茂郡川辺町にある絵画展示館（美術館）。
ギャラリー山惠、ギャラリー山恵とも称する。

## 概要
- 文化芸術活動、社会教育活動、自治会活動、その他展示場としての使用を目的とした施設である。
- 幼少期に川辺町で過ごした山田健吾[1]から土地、建物、絵画200点の寄贈を受け、2013年（平成25年）9月1日開館[2][3]。
- 名称は山田健吾の父、山田惠三（川辺町出身の実業家）に因む[4]。

## 施設概要
1階
- 常設展示室 （山田健吾の作品の展示）

2階
- 展示室 （芸術作品の展示を目的とした一般貸出し、会議室などで使用可能）

## 利用情報
- 住所：岐阜県加茂郡川辺町中川辺24-2
- 開館時間
  - 1階常設展示室閲覧時間：10:00 - 15:00
  - 2階展示室利用時間：9:00 - 21:30
- 休館日：月曜日、年末年始（12月28日 - 1月4日）
  - 1階常設展示室閲覧日は、開館日のうち水曜日と日曜日
- 料金：
  - 1階常設展示室は無料。2階展示室は展示者により設定される。

## 交通アクセス
- 高山本線「中川辺駅」下車、徒歩約5分。

## 周辺
- 川辺町役場
- 川辺町中央公民館
- 川辺町立川辺中学校
- 川辺町立川辺西小学校
- 岐阜県川辺漕艇場
- 東濃信用金庫川辺支店
- 大垣共立銀行川辺支店
- JAめぐみの川辺支店
- 太部古天神社
- 飛騨川川辺ダム湖
- 中川辺駅